# Raionul Rojîșce, Volînia
Rojîșce (în ucraineană Рожищенський район, transliterat: Rojîșcenskîi raion) este un raion în regiunea Volînia, Ucraina. Reședința sa este orașul Rojîșce.

## Demografie
Componența lingvistică a raionului Rojîșce
     Ucraineană (99,03%)
     Alte limbi (0,92%)
Conform recensământului din 2001, majoritatea populației raionului Rojîșce era vorbitoare de ucraineană (99,03%), existând în minoritate și vorbitori de alte limbi.